# Mołodawo Druhe
Mołodawo Druhe (ukr. Молодаво Друге) – wieś na Ukrainie, w obwodzie rówieńskim, w rejonie dubieńskim. W 2001 roku liczyła 308 mieszkańców.